# Oblique Wing

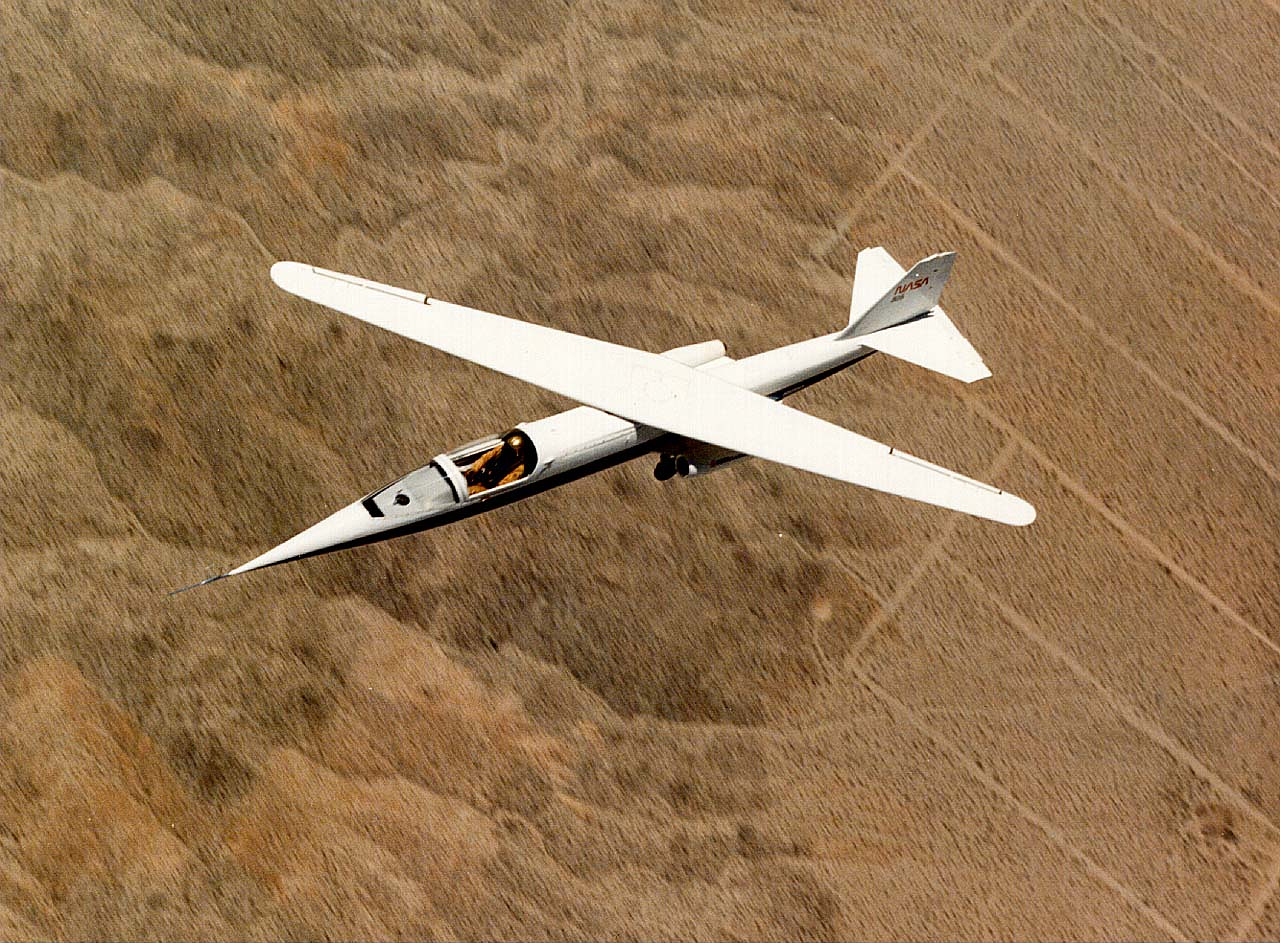
Oblique wing Forschungsflugzeug NASA AD-1 mit um 60° gedrehter Tragfläche, dem maximalen Drehwinkel.

Mit Oblique Wing (von frz./engl. Oblique = schräg, schief und engl. wing = Flügel/Tragfläche), deutsch Schiebender Flügel, wird das Konzept einer um die Hochachse drehbaren Tragfläche für Flugzeuge bezeichnet; ein anderer deutscher Begriff für dieses Konzept lautet „Scherenflügel“. In älteren englischsprachigen Quellen wird auch der Begriff „swivel wing“ (von eng. swivel = Drehpunkt) verwendet. Die ältesten Beispiele für diese Technik sind die nicht mehr realisierten deutschen Flugzeugprojekte Blohm & Voss P.202 und Messerschmitt Me P.1109 aus dem Jahre 1944. Das Oblique-Wing-Konzept stellt eine spezielle Variante des Schwenkflügels dar.
Eine spezielle Untervariante ist die eines Nurflügelflugzeugs mit diesem Konzept, die als Oblique Flying Wing (OFW) bezeichnet wird.

## Definition
Bei Flugzeugen mit schiebendem Flügel wird eine durchgehende Tragfläche um einen zentralen Drehpunkt gedreht, so dass sich eine Hälfte der Tragfläche in Flugrichtung und die andere Hälfte dieser entgegen bewegt. Auf diese Weise kann der Luftwiderstand bei hohen Fluggeschwindigkeiten reduziert werden, weil die Flächenregel unter diesen Bedingungen verhältnismäßig einfach einzuhalten ist, während die Langsamflugeigenschaften durch Zurückdrehen in die Ausgangslage gewahrt bleiben. Die Tragfläche kann von der senkrechten Startposition aus nur in eine Drehrichtung vor- und bei der Zurückstellung in die Landeposition in entgegengesetzter Drehrichtung wieder zurückgedreht werden. Beim Übergang vom Start zum schnellen Reiseflug wird also immer die gleiche Tragflächenseite in Flugrichtung gedreht, (z. B. wie bei der NASA AD-1 nur die rechte). Eine vollständige Drehung um 360° ist nicht möglich.

## Geschichte
Als Konsequenz aus der Entdeckung der transsonischen Flächenregel im Jahr 1943 durch Otto Frenzl wurden in deutschen Aerodynamikerkreisen Überlegungen angestellt, wie man den auf die Flügel entfallenden Anteil des Gesamtquerschnitts eines Flugzeuges möglichst klein halten kann. Daher kam der Gedanke an einen schiebenden Flügel auf, der von jeder Querschnittsfläche des Flugzeuges nur ein einziges Mal geschnitten wird. Erstmals wurde das Konzept des schiebenden Flügels 1944 von dem deutschen Flugzeugingenieur Richard Vogt vorgeschlagen, der damals in Diensten von Blohm & Voss stand. Ähnliche Konzepte wurden auch bei der Aerodynamischen Versuchsanstalt in Göttingen, wo Dietrich Küchemann arbeitete, sowie bei Messerschmitt erwogen. Konkret in Angriff genommen wurden dann zwei Projekte: 
- Die Blohm & Voss P.202 war als Schulterdecker mit einer Tragfläche von 12 m Gesamtbreite und 10 m Länge konzipiert. Der Flügel sollte beim Start querstehen und dann im Flug um bis zu 35° nach rechts gedreht werden, wodurch die Spannweite dann auf 10 m zurückging. Es wurde damit gerechnet, dass sich durch die Asymmetrie bedingte Instabilitäten beim Hochgeschwindigkeitsflug gegenseitig ausglichen. Als Antrieb waren zwei teilweise in den Rumpf integrierte Heinkel-Hirth HeS-011-Triebwerke mit einem Schub von je 12,7 kN (nach anderen Angaben zwei BMW 003 mit je 7,85 kN) vorgesehen. Das Kriegsende verhinderte die Fertigstellung des Projekts.[1][2][3][4][5]
- Das zweite Projekt, die Messerschmitt Me P.1109 (anderer Projektname: Me P.1101/XVIII-108), ging ebenfalls auf Richard Vogt zurück, wobei nur äußerst spärliches Belegmaterial existiert. Bei ungefähr gleicher Dimensionierung wie das B&V-Projekt (9,40 m Spannweite und 9,40 m Länge) war dieses Flugzeug als Doppeldecker geplant, wobei die beiden drehbaren Flügel ober- bzw. unterhalb des Rumpfes angebracht werden und sich scherenförmig gegeneinander drehen sollten. Als Antrieb waren ebenfalls HeS-011-Triebwerke vorgesehen, die seitlich neben dem Rumpf angebracht werden sollten. Auch dieses Projekt wurde aufgrund des Kriegsendes im Reißbrettstadium abgebrochen; allerdings sollen in Frankreich gefundene Dokumente nahelegen, dass es auch nach dem Krieg noch in irgendeiner Form weiter verfolgt wurde.[6][7][8]

Zum Ende des Zweiten Weltkrieges fielen zahlreiche Dokumente den Alliierten als Kriegsbeute in die Hände. So ist es wenig verwunderlich, dass man sich in den USA ab 1945 mit dem Thema befasste. Auch Richard Vogt gelangte über die Operation Paperclip in die USA und arbeitete dort zunächst in einem Forschungslabor der United States Air Force, später bei Boeing.
Auf dem Ames Research Center der NASA auf Moffett Field, Kalifornien beschäftigte sich der Luftfahrtingenieur Robert T. Jones ab der zweiten Hälfte der 1950er Jahre mit dem Oblique-Wing-Konzept. Es ist naheliegend, aber nicht eindeutig gesichert, dass er dabei auf die deutschen Vorarbeiten zurückgriff. Von Jones durchgeführte analytische Studien und Windkanalversuche ließen jedenfalls darauf schließen, dass ein Oblique-Wing-Flugzeug von den Ausmaßen eines Transportflugzeuges, das mit einer Geschwindigkeiten von bis zu Mach 1,4 (1,4-fache Schallgeschwindigkeit) fliegen sollte, bessere aerodynamische Eigenschaften besitzen würde als eines mit konventionellen Tragflächen.
Als einziges bemanntes Flugzeug zur Erforschung dieses Konzeptes wurde das langsamfliegende Experimentalflugzeug NASA AD-1 gebaut. Von 1979 bis 1982 wurde damit eine Reihe von Testflügen unternommen; inzwischen befindet sich das Flugzeug im Hiller Aviation Museum in San Carlos (Kalifornien). 
Bei den Versuchen mit der AD-1 hatten die erhofften Vorteile bestätigt werden können, allerdings hatte sich auch gezeigt, dass die Flugsteuerung mit steigendem Drehwinkel immer anspruchsvoller wird, bedingt durch die asymmetrisch angreifenden Auftriebskräfte. Dies war ein wesentlicher Grund dafür, dass Folgeprojekte bislang ohne greifbares Ergebnis geblieben sind.  
Insbesondere hatte man sich auch von einem „schrägen“ Nurflügelprojekt (OFW) für ein Überschall-Passagierflugzeug viel versprochen, wie es bereits 1962 bei Handley Page angedacht worden war. Auch Robert T. Jones hatte sich damit beschäftigt, und sein Vorschlag wurde an der Stanford University in den späten 1980er Jahren von Ilan Kroo und seinen Doktoranden weiter ausgearbeitet. Ein ähnliches Konzept stellte auch Airbus vor. Erhebliche Schwierigkeiten bei der Konstruktion der Druckkabine sowie die benannten Stabilitätsprobleme brachten die Projekte allerdings zu Fall.

## Theorie
Die zugrundeliegende Idee ist es, ein Flugzeug zu bauen, dessen Treibstoffverbrauch mit dem Anstieg der Machzahl vom Start bis zur Reisefluggeschwindigkeit (M ~ 0,8 für ein kommerzielles Flugzeug) möglichst günstig ausfällt. Da für beide Flugzustände dabei unterschiedliche Arten von Luftwiderständen maßgeblich sind, ist es schwierig, dies bei einem einzigen Flugzeug umzusetzen.
Bei niedriger Machzahl ist der induzierte Strömungswiderstand, der bei der Erzeugung von Auftrieb entsteht, von größerer Bedeutung. Startende Flugzeuge und Segelflugzeuge sind einem besonders hohen induzierten Widerstand ausgesetzt. Eine Möglichkeit, ihn zu verringern, ist, die Flügelstreckung zu vergrößern. Deshalb werden bei Segelflugzeugen auch besonders lange, schmale Tragflächen verwendet. Eine Tragfläche mit unendlicher Spannweite hätte keinen induzierten Widerstand. Bei niedrigen Geschwindigkeiten, bei Start und Landung, würde man daher die Tragfläche eines Oblique-Wing-Flugzeuges wie bei einer konventionellen Tragfläche senkrecht zur Rumpfachse positionieren, um ein Maximum an Auftrieb und Steuerbarkeit zu erreichen. Bei steigender Geschwindigkeit würde man die Tragfläche drehen, um die Querschnittsfläche zu verkleinern und damit den Luftwiderstand und den Treibstoffverbrauch zu senken.
Bei Machzahlen im Bereich der Schallgeschwindigkeit und darüber hinaus ist der sogenannte Wellenwiderstand von größerer Bedeutung. Durch die Luftverdrängung wird eine Druckwelle aufgebaut. Durch Zurückschwenken der Tragflächen, weg von der Flugzeugnase, kann man diese aus der Druckwelle heraushalten (siehe auch Pfeilung). Damit wird der Luftwiderstand deutlich vermindert. Mit zunehmender Pfeilung einer Tragfläche wird jedoch auch die Flügelstreckung vermindert. Bei hohen Geschwindigkeiten im Unter- und Überschallbereich kann man zum Erreichen einer besseren Hochgeschwindigkeitsleistung bei einem Oblique Wing die Tragfläche bis zu einem Winkel von 60° verstellen. Studien haben gezeigt, dass diese Winkel den Luftwiderstand vermindern, wodurch bei gleichem Treibstoffverbrauch eine höhere Geschwindigkeit bei größerer Reichweite erreicht wird.
Grundsätzlich scheint es nicht möglich zu sein, ein Flugzeug so zu konstruieren, dass es für beide Flugzustände vollständig optimiert ist. Das Oblique-Wing-Design ist jedoch ein vielversprechender Ansatz, diesem Ideal nahezukommen. Durch die aktiv verstellbare Pfeilung bei steigender Machzahl kann für einen großen Bereich unterschiedlicher Geschwindigkeiten eine große Effizienz erreicht werden, wobei die Mechanik zur Flügelverstellung einfacher gestaltet werden kann als bei Schwenkflüglern und andererseits auch die Flächenregel leichter zu befolgen ist.
In der Theorie kann man somit deutlich bessere Bedingungen für kommerzielle Transportflüge erreichen, indem man Treibstoff einspart und zudem den Fluglärm in der Umgebung von Flughäfen reduzieren kann. Für das Militär ergäbe sich unter anderem die Möglichkeit eines Jagdflugzeuges mit sehr großer Reichweite und Flugdauer. Als nachteilig hat sich allerdings, wie oben erwähnt, die äußerst anspruchsvolle Flugsteuerung gezeigt. 